# 布盧芒廷 (密西西比州)
布盧芒廷（英語：Blue Mountain）是位於美國密西西比州蒂帕縣的城鎮。

## 人口
根據2020年美國人口普查的數據，布盧芒廷的面積為4.28平方千米，當中陸地面積為4.26平方千米，而水域面積為0.02平方千米。當地共有人口948人，而人口密度為每平方千米221人。